# Conseil de développement durable (France)
Pour les articles homonymes, voir Conseil de développement durable.
En France, un conseil de développement durable ou Conseil de développement est une assemblée consultative mise en place dans les établissements publics de coopération intercommunale (EPCI) à fiscalité propre  de plus de 20 000 habitants (métropoles, communautés urbaines, communautés d'agglomération, communauté de communes) ainsi que dans les pays et pôles d'équilibre territoriaux et ruraux (PETR). Un Conseil de développement peut également être créé dans d'autres territoires de projet. Constitués de citoyens bénévoles, de « représentants des milieux économiques, sociaux, culturels, éducatifs, scientifiques, environnementaux et associatifs », les conseils de développement ont pour but de faire émerger une parole collective, sur des questions d’intérêt commun et ainsi contribuer à enrichir la décision politique.
Les conseils de développement, en tant qu’une des représentations de la société civile, souhaitent sensibiliser les citoyens aux enjeux territoriaux et de mobiliser les acteurs sur la définition des projets et des politiques publiques, aux côtés des communautés. Forces de proposition, attachés à la construction collective par le débat, les conseils de développement s’efforcent d’apporter une expertise citoyenne dans le contenu des politiques locales. Le fonctionnement des Conseils est très divers d’une structure à l’autre. C’est donc en s’appuyant sur le dynamisme et les capacités de dialogue de chaque conseil que se définit l’organisation concrète de leur travail et les relations qu’ils établissent, d’une part, avec les élus, les services et d’autre part, avec le territoire et la population.

## Cadre légal
L’article 88 de la loi NOTRe (loi n° 2015-991 du 7 août 2015) et la loi MAPTAM (loi n° 2014-58 du 27 janvier 2014) pour la métropole du Grand Paris et les pôles d’équilibre territoriaux (articles 43 et 79) déterminent le cadre légal des Conseils de développement. Les dispositions concernant les Conseils de développement sont inscrites dans le Code général des collectivités territoriales, en lieu et place de la loi Voynet (loi LOADDT du 25 juin 1999).
La nouvelle législation apporte des avancées par rapport à la loi Voynet , telles que  :
- un abaissement du seuil de mise en place obligatoire d’un conseil de développement de 50 000 à 20 000 habitants
- une diversification de la composition des conseils de développement
- un élargissement des missions des conseils de développement
- une reconnaissance des capacités d’auto-saisine
- une clarification des relations avec l’intercommunalité qui « veille aux conditions du bon exercice des missions du Conseil ». La souplesse du cadre juridique permet d’adapter les modes de fonctionnement au contexte local, sans imposer de modèle type susceptible de limiter la mobilisation et l’implication de la société civile

## Coordination Nationale des Conseils de développement[1]
Mise en place en 2003 pour faire entendre la voix des Conseils de développement au niveau national, la Coordination Nationale des Conseils de développement (CNCD) est ouverte à tous les Conseils de développement, quel que soit leur territoire de référence.
La CNCD fédère les conseils de développement, offre et anime un espace d’échanges de bonnes pratiques et de réflexions. Riche de cette pluralité, elle porte l’ambition partagée d’une démocratie participative et territoriale auprès des institutions publiques, politiques, associatives et des réseaux de réflexion. 